# 細尾裸吻魚
細尾裸吻魚（學名：Psilorhynchus tenura）為輻鰭魚綱鯉形目裸吻魚科的一個種，被IUCN列為極危保育類動物，分布於亞洲印度卡納塔克邦的Korkanhalla河流域，本魚體延長，胸鰭水平呈吸盤狀，尾柄細長且短，腹側無鱗，沿身體邊緣在腹鰭插入點和胸鰭插入點之間有3-4列鱗片，眼睛位於頭部的上部，從腹面幾乎看不見，背部有7個斑點，其中背部前有3個斑點，背部後有4個斑點，身體上有8個斑點，位於沿側線的背部斑點之間的空間，體長可達5.2公分，棲息在沙石底質、水流快速的溪流，屬底棲性，生活習性不明。